# Sergio Donadoni
Pour les articles homonymes, voir Donadoni.
Sergio Donadoni (né à Palerme le 13 octobre 1914 et mort à Rome le 31 octobre 2015) est un égyptologue italien. 

## Biographie
Il étudie à l'École normale supérieure de Pise et a pour maître Evaristo Breccia, égyptologue, professeur à l'université de Pise.
Il perfectionne ensuite sa formation égyptologique à Paris, et en 1948 dans la capitale danoise. Après l'obtention d'une chaire dans plusieurs universités (Milan en 1948, puis Pise), il est devenu en 1960 professeur d'égyptologie à l'université de Rome « La Sapienza ». Il a aussi enseigné à l'université libre de Bruxelles.
En 1975, il a reçu le Prix Antonio-Feltrinelli pour l'archéologie.

## Publications
- L'Homme égyptien, Paris, Seuil, novembre 1992 (ISBN 978-2-02-012829-2)
- L'art égyptien, LGF - Livre de Poche, coll. « La Pochothèque », janvier 1994 (ISBN 978-2-253-06540-1)
- (en) The Egyptians, Chicago, University Of Chicago Press, juin 1997, 2e éd., 361 p., poche (ISBN 978-0-226-15556-2, LCCN 96044074, lire en ligne)
- L'art Égyptien, LGF - Livre de Poche, coll. « Encyclopédies d'aujourd'hui », novembre 2007